# Live USB system creator
El Live USB system creator es una herramienta diseñada para crear Live USBs de Ubuntu a partir de un Live CD de Ubuntu.

## Características
- Detecta disponibles unidades Flash USB (usando HAL).
- Particiona el llavero USB con 1 partición.
- Establece la partición de arranque.
- Escribe el MBR a la memoria USB.
- Formatea las particiones FAT32.
- Instala el gestor de arranque (syslinux) para particionar.
- Escribe el archivo de configuración del gestor de arranque.
- Copia los archivos necesarios desde el Live CD a la memoria USB.
- Establece el idioma y el teclado USB de Live sistema de funcionamiento para que coincida con Live CD.
- Opcionalmente: Descarga e integra Adobe Flash Player.
- Opcionalmente: Permite la "persistencia" (sólo Ubuntu 8.10 o posterior).